# Quicombo
Quicombo é um distrito urbano e comuna angolana, do município de Sumbe, que se localiza na província de Cuanza Sul. Assenta-se às margens da foz do rio Cubal-Quicombo e da baía do Quicombo. É uma extensão da cidade de Sumbe, localizada a 10 km desta.
Nesta localidade que está as ruínas do Fortim do Quicombo, utilizado como ponto de turismo histórico. A baía do Quicombo, bem como as praias que a margeiam, são fonte de renda turística para o distrito.